# Stile libero (Gianni Togni)
Stile libero è il sesto album in studio del cantautore italiano Gianni Togni, pubblicato nel 1984 dalla Paradiso con distribuzione CGD.

## Tracce
1. Notte dai grandi incontri – 5:10
2. Gente – 4:51
3. Sognatore – 3:34
4. I viaggiatori tornano – 3:59
5. Se me ne andrò – 4:05
6. Quello che mi va di fare – 4:51
7. Due anime in pena – 4:53
8. Gianni – 4:43
9. Astronauta – 5:10
10. Casa mia – 1:44

Tracce bonus nell'edizione CD
1. Giorno per giorno – 4:21
2. Giulia – 4:44
3. Ti voglio dire – 4:33

## Formazione
- Gianni Togni – voce
- Paolo Gianolio – chitarra
- Serse May – programmazione
- Rudy Trevisi – percussioni, sax
- Gigi Cappellotto – basso
- Lele Melotti – batteria
- Fio Zanotti – armonica, tastiera
- Arturo Zitelli, Silvano Fossati, Silvio Pozzoli – cori